# Soyatán
Soyatán (Zoya-tla) es una pequeña población mexicana ubicada en el Estado de Jalisco, en el Municipio de San Sebastián del Oeste, Soyatán está ubicado a 240 kilómetros de la capital del estado, Guadalajara, a 70 kilómetros de la ciudad de Mascota y a 169 kilómetros de la ciudad de Puerto Vallarta.